# 士麦那

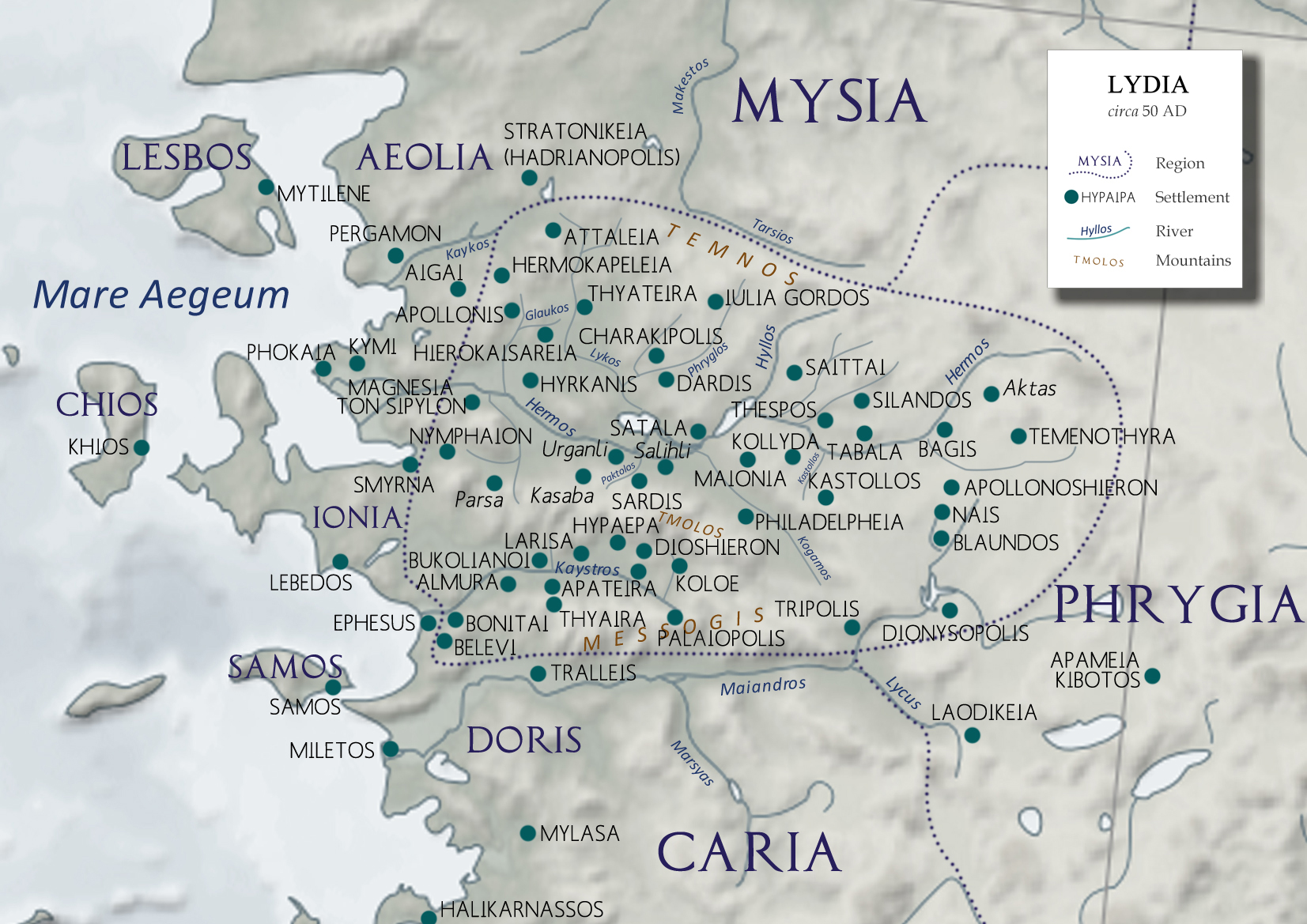
Smyrna among the cities of Ionia and Lydia (ca. 50 AD)

士麥那，或譯士每拿，天主教《思高聖經》譯斯米納，（/ˈsmɜːrnə/ SMUR-nə，羅馬化：Smýrnē、或、Smýrna）曾是一座位於安納托利亞半島愛琴海濱的一座古希臘城市，當時是古希臘的中心與戰略要地。1930年後，在該地新建的現代化城市則被命名為伊茲密爾（位於今日土耳其境內），乃土耳其化的名稱。士麥那因得天獨厚的港口條件、易守難攻的地形以及與內陸的良好連結而聞名。
這座古城的兩個遺址都位於伊茲密爾的邊界內。第一個遺址可能是由當地人發現的，在古風時期成為安納托利亞西部主要的古希臘人定居點之一，因此聲名顯赫。第二個遺址的建立則與亞歷山大大帝有關，在羅馬帝國時期成為大都會區。這座古城的大部分遺跡可追溯到羅馬時代，其中大部分都建立於公元2世紀的地震之後。
實際上，這兩個遺址之間通常是會進行區分的，如「古士麥那(Old Smyrna)」指的是公元前11世紀所建立的定居點，最初是伊奧利亞人的地盤，但後來愛奧尼亞人在古風時期奪取了此地並發展了起來。「士麥那(Smyrna)」是一座新的城市，居民在公元前4世紀搬到了此地，其基礎受到亞歷山大大帝的啟發。
老士麥那位於伊茲密爾內灣東北角，肥沃的平原邊緣和亞曼拉爾山腳下，由狹窄的地峽與大陸相連的小半島上，其地理位置使得這個安那托利亞定居點控制了海灣。今日，該考古遺址被命名為「巴伊拉克利·霍于古(Bayraklı Höyüğü)」，位於內陸地區約700（770碼），位於巴伊拉克利的特佩庫勒（Tepekule）附近，座標：38°27′51″N 27°10′13″E / 38.46417°N 27.17028°E。
「新」士麥那則同時在帕果斯山（Pagos，今日卡狄菲凱勒）山坡上和沿海海峽發展，並緊挨著一個小海灣一直存在到18世紀。
伊茲密爾阿古拉露天博物館（İzmir Agora Open Air Museum）保存了大片希臘化時代晚期和羅馬帝國早期的士麥那核心區域。新、舊士麥那遺址現今都還在研究中。伊茲密爾考古博物館先後於1997年和2002年與伊茲密爾大都會市政府開始合作研究老士麥那與新士麥那。

## 延伸閱讀
- Ekrem Akurgal. . Kegan Paul. 2002. ISBN 978-0-7103-0776-7.
- George E. Bean. . Ernest Benn, London. 1967. ISBN 978-0-510-03200-5.
- Philip Mansel, Levant: Splendour and Catastrophe on the Mediterranean, London, John Murray, 11 November 2010, hardback, 480 pages, ISBN 978-0-7195-6707-0, New Haven, Yale University Press, 24 May 2011, hardback, 470 pages, ISBN 978-0-300-17264-5
- Stillman, ed. The Princeton Encyclopedia of Classical Sites, 1976.
- Turner, J. Grove Dictionary of Art. Oxford University Press, USA; New Ed edition (January 2, 1996); ISBN 978-0-19-517068-9.

- Milton, Giles. . Sceptre. 2009. ISBN 978-0-340-83787-0.

## 外部連結
- Foss, C., S. Mitchell, G. Reger, R. Talbert, T. Elliott, S. Gillies. . Pleiades.   [March 8, 2012]. （原始内容存档于2021-02-25）.
- Remembering Smyrna/Izmir: Shared History, Shared Trauma （页面存档备份，存于）
- Association of Smyrneans （页面存档备份，存于）
- Video footage of Smyrna before and after the Fire （页面存档备份，存于）